# Cyclosa simplicicauda rufescens
Cyclosa simplicicauda là một phân loài nhện trong họ Araneidae.
Loài này thuộc chi Cyclosa. Cyclosa simplicicauda rufescens được Eugène Simon miêu tả năm 1900.